# 小出由岐太
小出 由岐太（こいで ゆきた、文政3年11月13日（1820年12月18日） - 明治9年（1876年）10月18日）は徳島藩の和算家、暦学者、砲術家。小出兼政養子。土御門家師範代。
徳島藩で大砲鋳造、砲台築造に携わり、維新後名東県洲本小学校、愛媛県讃岐師範学校で西洋算学を教えた。

## 生涯

### 算術、暦学学習
文政3年（1820年）11月13日阿波国名東郡出来島東新道に徳島藩郡代手代数藤宜陳の四男として生まれた。
天保3年（1832年）9月27日佐古瓦師棟梁北野太郎兵衛の養子となり、天保5年（1834年）1月瓦師棟梁役として見習作事方を務めた。佐古の福田峨山に算術、実父数藤宣陳に開平法、開立法を学んだ。
天保8年（1837年）小出兼政に入門して天文、算術を学び、嘉永2年（1849年）4月15日養子となった。
天保11年（1840年）8月7日京都土御門家に入門し、文久2年3月28日師範代となった。嘉永3年（1850年）3月江戸で内田五観に入門したが、特に得るものがなく、10月帰国した。

### 徳島藩勤務
藩士若山八十郎に三木流砲術を学び、嘉永6年（1853年）3月共に江戸に留学し、勝浦安右衛門、高畠五郎、下曽根氏勝等と砲台築造、大砲製造に関する蘭書を研究した。
嘉永7年（1854年）1月黒船来航に際しては大森村陣屋で大砲方を務め、3月江戸に戻り、8月帰国した。三ツ頭で大砲鋳造を行い、10月淡路島由良浦砲台が完成すると、若山八十郎と出張した。
文久2年（1862年）7月長崎に留学し、八木称平、五代友厚、赤松則良にピラール、スワルト等の測量、航海術を学んだ。当初2年間の予定だったが、情勢の変化により文久3年（1863年）3月帰国した。
文久3年（1863年）6月津田浦台場築造を命じられ、元治元年（1864年）4月大砲製造、製薬積方を兼務した。
慶応元年（1865年）8月養父小出兼政が死去し、家督を相続した。慶応2年（1866年）9月中小姓格として櫓奉行に任じられたが、養父から暦関係の事務も引き継ぎ、毎年暦推歩、略暦編纂を行った。
慶応4年（1868年）4月上京し、5月頒暦のため土御門家に差し出された。

### 維新後
明治2年（1869年）1月新政府会計官下で治水、測量を行った。明治2年（1869年）4月土御門家出仕を断り帰国し、10月徳島藩洋算教授役、明治3年（1870年）10月学校二等教授、明治4年（1871年）10月名東県小学校教頭を務めた。
明治5年（1872年）10月学制公布により一旦辞職し、明治6年（1873年）6月名東県洲本小学校三等教授、明治7年（1874年）8月愛媛県高松学校、讃岐師範学校一等助教を務めた。
明治9年（1876年）10月18日高松で病死した。

## 仮目録
- 安政元暦[2]
- 安政三年九月日食推歩
- 安政三年日月食推歩
- 安政三年丙辰三月望月食推歩
- 安政暦書
- 安政六年己未暦推歩
- 安政六年暦推歩
- 金水二星過日面歩法
- 月食方位新法
- 弘化甲辰元暦
- 弧矢弦真術起源
- 算法円理三台精解二問
- 算法円理四霊表
- 算法円理四霊表並解[2]
- 算法角術叩底
- 算法簡術校訂
- 称比良術原曲
- 新編算法円理趕趁[2]
- 西伝対数表起源
- 西洋暦法和解
- 西暦推歩
- 赤道歳差推歩草
- 関流円理草稿
- 截解中心周[2]
- 太陽地平経緯度捷法
- 楕円貫法矩線表
- 楕円諸象起源
- 楕円内容四円術起源
- 天保壬寅元暦捷法
- 等面体混面体体積起源
- 文久元年辛酉五月彗星実測
- 変円解
- 螺線術解
- 蝋蘭垤暦歩法
- 蘭垤略暦
- 湾匝系起源
- 求積中心周
- 円理新術
- 円台斜截面積術起源
- 嘉永五年月食推算
- 嘉永五年二月日食推算
- 釣弧術起源
- 釣弧考草
- 五星暦天象縮図法
- 求玉道間数法

## 改名
- 文政3年（1820年）11月 数藤由岐太
- 天保3年（1832年）9月 北野由岐太
- 天保12年（1841年）7月 北野由岐左衛門[1]
- 嘉永2年（1849年）4月 小出由岐左衛門
- 明治4年（1871年）1月 小出由岐太[1]

## 家族
- 実父：数藤円平宜陳 - 徳島藩郡代手代[1]。
- 養父：北野太郎兵衛 - 佐古瓦師棟梁[1]。
- 養父：小出兼政 - 和算家、暦学者。
  - 義兄：小出周三郎 - 病弱のため家を継げなかった[3]。
- 長男：小出清次郎 - 藩校長久館教授。明治34年（1901年）6月没[4]。
  - 孫：小出広太郎 - 熊本高等工業学校教授。アメリカ合衆国に留学[4]。小出家伝来の蔵書を日本学士院に寄贈した[5]。
- 次男：小出寿之太 - 府県立師範中学教諭、第三高等学校、第五高等学校教授、大阪府立堺中学校長[4]。
- 三男：小出鶴吉 - 夭逝[4]。
- 四男：小出長蔵 - 府県立師範中学教諭、陸軍大阪地方幼年学校教授[4]。
- 五男：小出芳五郎 - 夭逝[4]。